# 音楽社会学
音楽社会学（おんがくしゃかいがく、Sociomusicology）とは、音楽に関する事象を扱う社会学の一分野であり、また音楽に与える社会の影響や社会における音楽の役割を扱う音楽学の一分野である。

## 概要
音楽社会学の研究は、音楽の社会文化的文脈を探求するという点において、音楽民族学と重なる部分がある。しかし音楽社会学者は民族や国家のアイデンティティーに重点を置かず、民族誌的な研究方法に限定されない。それよりもより幅広い研究方法を用いて、音楽と社会構造の相互作用に強い関心を持つ。例えば音楽社会学者は音楽民族学者と比べて、調査や経済的なデータなどの利用を好み、現代的な工業社会での音楽実践を重視する傾向がある。
音楽学の分野では歴史学や楽曲分析からのアプローチが主流であって、社会学的なアプローチはまだまだ非主流派とみなされている。しかし最近の音楽民族学の流行や、学際的なカルチュラル・スタディーズの方法を用いた「新しい音楽学」の発展によって、音楽社会学はその地位を確立してきている。

## 音楽社会学者
- ゲオルク・ジンメル
- アルフレッド・シュッツ
- マックス・ヴェーバー
- テオドール・アドルノ
- チャールズ・シーガー
- ジャック・アタリ
- アントワーヌ・エニョン
- 金子勇
- 堀川淳一

## 文献
- Adler, Guido (1885). Umfang, Methode und Ziel der Musikwissenschaft. Vierteljahresschrift für Musikwissenschaft, 1, 5-20.
- Honing, Henkjan (2006). On the growing role of observation, formalization and experimental method in musicology. Empirical Musicology Review. doi:10.18061/1811/21901. hdl:1811/21901.
- Kerman, Joseph (1985). Musicology. London: Fontana. ISBN 0-00-197170-0.
- McClary, Susan, and Robert Walser (1988). "Start Making Sense! Musicology Wrestles with Rock" in On Record ed. by Frith and Goodwin (1990), pp. 277-292.  ISBN 0394564758.
- Middleton, Richard (1990/2002). Studying Popular Music. Philadelphia: Open University Press. ISBN 0-335-15275-9.
- Sorce Keller, Marcello (1996). Musica e sociologia, Milan: Ricordi.
- Pruett, James W., and Thomas P. Slavens (1985). Research guide to musicology. Chicago: American Library Association. ISBN 0-8389-0331-2.